# Giberto VII da Correggio
Giberto VII da Correggio (... – Correggio, 26 agosto 1518) è stato un politico e condottiero italiano.

## Biografia
Era figlio di Manfredo I da Correggio, signore di Correggio e di Agnese Pio.
Divenne conte di Correggio nel 1474 unitamente al fratello Borso. Nel 1475 fu al servizio della Repubblica di Venezia e della lega contro il papa. In Toscana si schierò contro papa Sisto IV in occasione della congiura dei Pazzi del 1478. Durante la sua carriera militare fu al servizio di diversi principi e rifiutò la carica di generale della fanteria pontificia di papa Giulio II. Sotto la sua signoria venne istituita a Correggio la Collegiata di San Quirino.
Nel 1517 ottenne l'investitura di Correggio dall'imperatore Massimiliano I d'Asburgo assieme ai nipoti Gianfrancesco II e Manfredo II.

## Discendenza

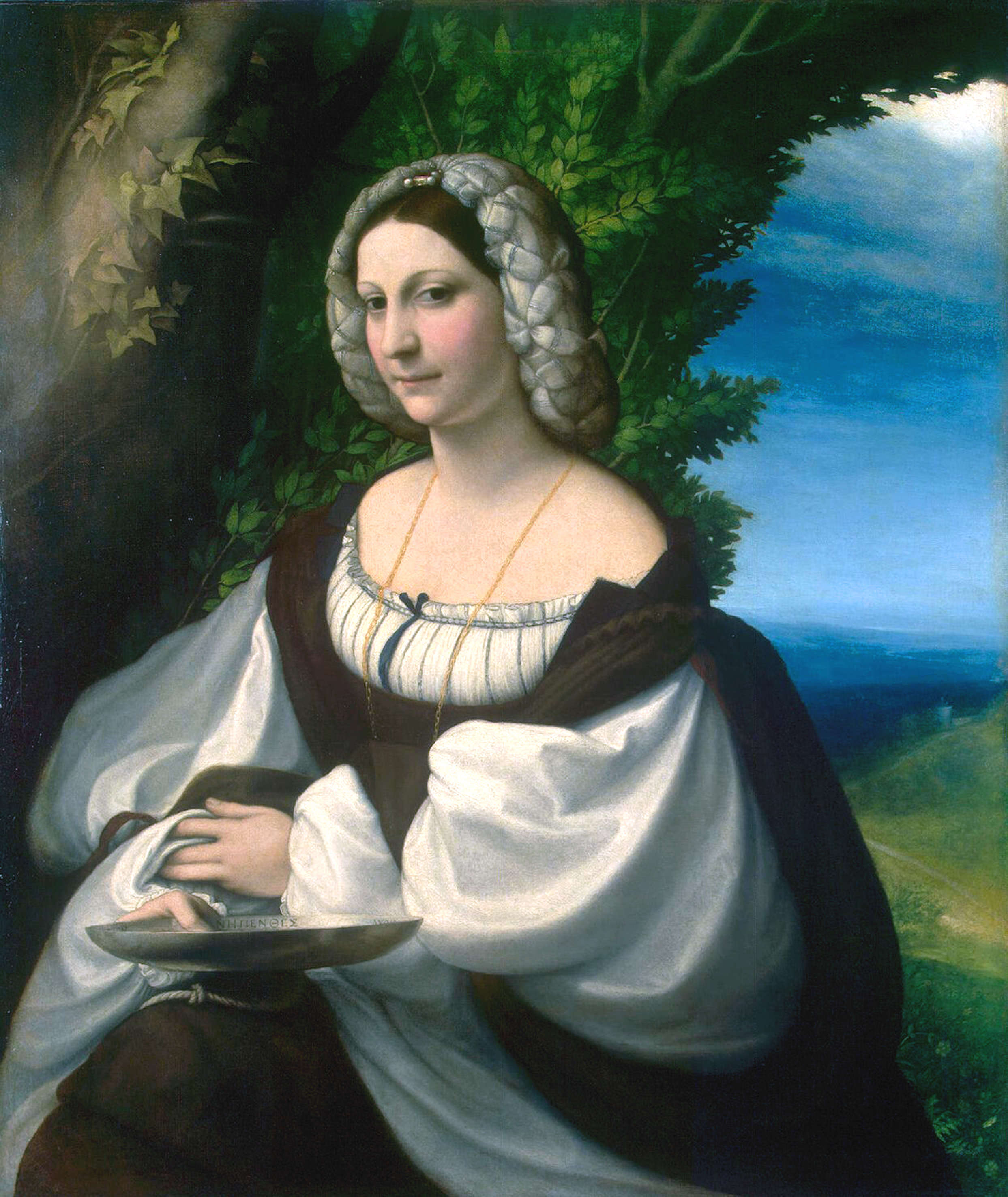
Correggio, presunto ritratto di Veronica Gambara o di Ginevra Rangoni

Giberto sposò in prime nozze nel 1493 Violante Pico, figlia di Antonio Maria Pico della Mirandola (fratello del filosofo Giovanni Pico della Mirandola; ebbero due figlie:
- Costanza (1499-1563), sposò nel 1518 Alessandro I Gonzaga, Conte di Novellara
- Ginevra (c. 1500-1557), sposò verso il 1520 Paolo Fregoso, Conte Palatino del Sacro Romano Impero e Patrizio Genovese (1489-1545)

Sposò in seconde nozze nel 1509 la nobile poetessa Veronica Gambara, dalla quale ebbe due figli:
- Ippolito (1510-1552), suo successore
- Girolamo (1511-1572), cardinale

Gilberto ebbe un'amante nel periodo tra il 1478 e il 1480 di nome Anna, probabilmente una nobildonna veneta, da cui ebbe un figlio morganatico chiamato Alberto nato nel 1480. Fu gentiluomo di ventura e non entrò nelle dinamiche dinastiche della famiglia Da Correggio.

## Ascendenza
|                          |               |                       | Genitori              |  |  | Nonni |  |  | Bisnonni                |  |  | Trisnonni             |  |
|                          |               |                       |                       |  |  |       |  |  | Giberto IV da Correggio |  |  | Guido IV da Correggio |  |
|                          |               |                       |                       |  |  |       |  |  | Giberto IV da Correggio |  |  | Guido IV da Correggio |  |
|                          |               | Guidaccia della Palù  |                       |  |  |       |  |  | Giberto IV da Correggio |  |  |                       |  |
| Gherardo VI da Correggio |               |                       |                       |  |  |       |  |  | Giberto IV da Correggio |  |  |                       |  |
|                          |               | Orsolina Pio          | Galasso I Pio         |  |  |       |  |  |                         |  |  |                       |  |
|                          |               | Orsolina Pio          | Galasso I Pio         |  |  |       |  |  |                         |  |  |                       |  |
|                          |               | Orsolina Pio          | Beatrice da Correggio |  |  |       |  |  |                         |  |  |                       |  |
| Manfredo I da Correggio  |               | Orsolina Pio          |                       |  |  |       |  |  |                         |  |  |                       |  |
|                          |               | …                     | …                     |  |  |       |  |  |                         |  |  |                       |  |
|                          |               | …                     | …                     |  |  |       |  |  |                         |  |  |                       |  |
|                          |               | …                     | …                     |  |  |       |  |  |                         |  |  |                       |  |
| …                        |               | …                     |                       |  |  |       |  |  |                         |  |  |                       |  |
|                          |               | …                     | …                     |  |  |       |  |  |                         |  |  |                       |  |
|                          |               | …                     | …                     |  |  |       |  |  |                         |  |  |                       |  |
|                          |               | …                     | …                     |  |  |       |  |  |                         |  |  |                       |  |
| Giberto VII da Correggio |               | …                     |                       |  |  |       |  |  |                         |  |  |                       |  |
|                          | Giberto I Pio | Galasso I Pio         |                       |  |  |       |  |  |                         |  |  |                       |  |
|                          | Giberto I Pio | Galasso I Pio         |                       |  |  |       |  |  |                         |  |  |                       |  |
|                          | Giberto I Pio | Beatrice da Correggio |                       |  |  |       |  |  |                         |  |  |                       |  |
| Marco I Pio              | Giberto I Pio |                       |                       |  |  |       |  |  |                         |  |  |                       |  |
|                          |               | Bianca Casati         | …                     |  |  |       |  |  |                         |  |  |                       |  |
|                          |               | Bianca Casati         | …                     |  |  |       |  |  |                         |  |  |                       |  |
|                          |               | Bianca Casati         | …                     |  |  |       |  |  |                         |  |  |                       |  |
| Agnese Pio               |               | Bianca Casati         |                       |  |  |       |  |  |                         |  |  |                       |  |
|                          |               | …                     | …                     |  |  |       |  |  |                         |  |  |                       |  |
|                          |               | …                     | …                     |  |  |       |  |  |                         |  |  |                       |  |
|                          |               | …                     | …                     |  |  |       |  |  |                         |  |  |                       |  |
| Taddea de' Roberti       |               | …                     |                       |  |  |       |  |  |                         |  |  |                       |  |
|                          |               | …                     | …                     |  |  |       |  |  |                         |  |  |                       |  |
|                          |               | …                     | …                     |  |  |       |  |  |                         |  |  |                       |  |
|                          |               | …                     | …                     |  |  |       |  |  |                         |  |  |                       |  |
|                          |               | …                     |                       |  |  |       |  |  |                         |  |  |                       |  |